# Papillocepheus heterotrichus
Papillocepheus heterotrichus är en kvalsterart som beskrevs av Balogh och Sandór Mahunka 1966. Papillocepheus heterotrichus ingår i släktet Papillocepheus och familjen Tetracondylidae. Inga underarter finns listade i Catalogue of Life.